# Luisito Espinosa
Luisito Espinosa est un boxeur philippin né le 26 juin 1967 à Manille.

## Carrière
Passé professionnel en 1984, il devient champion du monde des poids coqs WBA le 18 octobre 1989 après sa victoire par KO au premier round contre Khaokor Galaxy. Vainqueur ensuite de Hurley Snead puis de Thanomsak Sithbaobay, il perd sa ceinture au cinquième round face à Israel Contreras le 19 octobre 1991. Espinosa poursuit alors sa carrière en poids plumes et s'empare du titre WBC de la catégorie le 11 décembre 1995 aux dépens de Manuel Medina, titre qu'il conserve jusqu'au 15 mai 1999 en s'inclinant aux points contre Cesar Soto. Il met un terme à sa carrière en 2005 sur un bilan de 47 victoires et 13 défaites.